# Trust Issues
«Trust Issues» es una canción grabada por el Cantante canadiense Drake. Se lanzó originalmente como descarga gratuita el 21 de junio de 2011, fue lanzado junto con su primer álbum recopilatorio Care Package el 2 de agosto de 2019, a través de OVO Sound. Musicalmente, es una pista de R&B lenta y melódica que explora las complejidades de la confianza y la lealtad. «Trust Issues» contiene elementos de «I'm on One».
Fue escrita por Drake, Lil Wayne, DJ Khaled, Rick Ross, Nikhil Seetharam, N. Cobey y sus productores T-Minus y Noah «40» Shebib. En términos comerciales, alcanzó el puesto número 63 en la lista Canadian Hot 100, el número 58 en la lista Billboard Hot 100 y el número 90 en la lista UK Streaming Chart. Fue certificado plata en el Reino Unido y platino en Australia. La canción fue versionada y remezclada por varios músicos, incluidos los cantantes canadienses The Weeknd y Justin Bieber.

## Antecedentes y lanzamiento
«Trust Issues» fue una de las cuatro pistas extraídas del álbum de estudio de Drake de 2011, Take Care, lanzado a través de su blog October's Very Own como cortes independientes y anteriormente no estaban disponibles en los servicios de streaming de música. Escrita por Drake, Lil Wayne, DJ Khaled, Nikhil Seetharam, Rick Ross, N. Cobey y sus productores T-Minus y Noah «40» Shebib, «Trust Issues» se lanzó originalmente el 21 de junio de 2011, como descarga gratuita para promocionar Take Care. En una entrevista con Entertainment Weekly, Drake declaró que «Headlines» y «Marvins Room» entraron en el corte del álbum, pero «Trust Issues» y «Dreams Money Can Buy» no, ya que estaban reservadas para la edición de cumpleaños.
El 1 de agosto de 2019, Drake recurrió a Instagram para anunciar el lanzamiento de su primer álbum recopilatorio, Care Package. «Trust Issues» se lanzó junto con Care Package a través de OVO Sound el 2 de agosto de 2019, aproximadamente seis meses después del relanzamiento del exitoso mixtape de Drake, So Far Gone (2009), y dos días antes de su octavo OVO Fest anual celebrado en Toronto. Según la Industria Fonográfica Británica (BPI), «Trust Issues» se lanzó en el Reino Unido el 8 de junio de 2014, a través de Harlem King Entertainment.

## Letra y música
«Trust Issues» tiene una duración de 4 minutos y 41 segundos. Es la cuarta canción de Care Package y fue producida, mezclada y masterizada por Noah Shebib, así como las guitarras tocadas por Adrian Eccleston. La canción contiene un sample suave y de ritmo lento de «I'm on One».
«Trust Issues» es una canción de R&B que examina el sufrimiento y la ambigüedad que resultan de negociar las complejidades de las relaciones interpersonales. Chris Coplan de Consequence lo describió como «mitad confesional, mitad oda a la bebida», y Singersroom describió que se intensifica hasta una conclusión poderosa a medida que la voz de Drake se eleva por encima del enérgico arreglo. Escribiendo para The Edge, George Townsend escribió que «Trust Issues» es una canción lenta, melódica y atmosférica en la que el parecido de Drake con The Weeknd es indudable. Abriendo con una interpolación de «I'm on One», se escucha a Drake cantando All I care about is money and the city that I'm from («Lo único que me importa es el dinero y la ciudad de donde vengo»), haciéndose eco de su propio estribillo. Cuenta una historia sobre cómo sus seres queridos se volvieron contra él y lo traicionaron, lo que lo llevó a tener problemas con el licor, purple lean para ser específico, luego cuestiona la lealtad de las personas que lo rodean.

## Rendimiento en las listas
En Estados Unidos, «Trust Issues» entró y alcanzó el puesto número 58 en el Billboard Hot 100 en la lista del 17 de agosto de 2019. Alcanzó el puesto número 22 en la lista Hot R&B/Hip-Hop Songs,  y el número 16 en la lista Rolling Stone Top 100. En su Canadá natal, la canción alcanzó el puesto número 63 en la lista Canadian Hot 100.  En el Reino Unido, alcanzó el puesto número 35 en el UK R&B Chart, y el número 90 en el UK Streaming Chart. «Trust Issues» recibió la certificación de plata en el Reino Unido por parte de la Industria Fonográfica Británica (BPI), y la certificación de platino en Australia por parte de la Australian Recording Industry Association (ARIA).

## Posicionamiento en listas
| Lista (2019)                           | Máxima posición |
| -------------------------------------- | --------------- |
| Canadá (Canadian Hot 100)              | 63              |
| Estados Unidos (Billboard Hot 100)     | 58              |
| Estados Unidos (Hot R&B/Hip-Hop Songs) | 22              |
| Estados Unidos (Rolling Stone Top 100) | 16              |
| Reino Unido (UK R&B Chart)             | 35              |
| Reino Unido (Audio Streaming OCC)      | 90              |

## Personal
Los créditos están adaptados de la nota de álbum .
- Aubrey Drake Graham – voz, compositor
- Adrian Eccleston – guitarra
- William Roberts – compositor
- Dwayne Michael Carter Jr. – compositor
- N. Cobey – compositor
- DJ Khaled – compositor
- Tyler Williams – compositor
- Nikhil Seetharam - compositor
- Noah Shebib – productor, compositor
- T-Minus – productor

## Otras versiones
- Cuatro días después de que Drake lanzara «Trust Issues» en su blog October's Very Own, una remezcla del cantante canadiense The Weeknd fue publicado en el mismo blog el 25 de junio de 2011.[24]
- El 29 de junio de 2011, se publicó un mashup de Gizzle en el blog de OVO; una combinación de la versión de Drake y la versión de Weeknd de «Trust Issues».[25]
- El 28 de agosto de 2001, el cantante canadiense Justin Bieber lanzó su versión de la canción,[26] pero omitió intencionalmente el lenguaje soez ya que tenía 17 años en ese momento.[27]